# Isotiocianat

Estructura general d'un isotiocianat

Isotiocianat és el grup químic –N=C=S, format per la substitució de l'oxigen en el grup isocianat gamb un sofre. Molts isotiocianats naturals en les plantes es produeixen per conversió enzimàtica dels metabòlits anomenats glucosinolats. Aquests isotiociantas naturals, com l'al·lil isotiocianat, també es coneixen com a oli de mostassa. Un isotiocianat artificial, el fenil isotiocianat, es fa servir com seqüenciador d'aminoàcids en la degradació d'Edman.

## Síntesi i reaccions
El mètode general per produir isitiocianats és mitjançant la reacció entre una amina primària (p.e. anilina) i el disulfur de carboni en amoníac aquòs. Això fa precipitar la sal d'amoni ditiocarbamat, la qual tractada amb nitrat de plom dona el corresponent isotiacianat.

## Activitat biològica
Els isotiocianats tenen interès en l'alimentació i en la medicina. Les verdures amb el gust característic dels isotiocianats inclouen wasabi, rave rusticà, mostassa, rave, col de Brussel·les, creixen, tropaeolum, i tàpera. Totes aquestes espècies pertanyen a l'ordre brassical el qual es caracteritza per la producció de glucosinolats i per tenir l'enzim mirosinasa.
- Sinigrina és el precursor de l'al·lil isotiocianat
- Glucotropaeolina precursor del benzil isotiocianat
- Gluconasturtiina precursor del fenetil isothiocyanate
- Glucorafanina precursor delo sulforafan

El consum de plantes amb alguns tipus d'isoticianats (com el fenetil isotiocianat) tenen aplicacions mèdiques en la prevenció d'alguns tipus de càncer, ja que inhibeixen la carcinogènesi i la tumorogènesi.